# Hampton (Georgia)
Hampton es una ciudad ubicada en el condado de Henry en el estado estadounidense de Georgia. En el censo de 2000, su población era de 3.857.

## Demografía
En el 2000 la renta per cápita promedia del hogar era de $46,094, y el ingreso promedio para una familia era de $48,310. El ingreso per cápita para la localidad era de $18,924. Los hombres tenían un ingreso per cápita de $37,750 contra $25,286 para las mujeres.

## Geografía
Hampton se encuentra ubicado en las coordenadas 33°22′53″N 84°17′22″O / 33.38139, -84.28944 (33.381522, -84.289573).
Según la Oficina del Censo, la localidad tiene un área total de 11,2 km² (4,3 mi²), de la cual 11,1 km² (4,3 mi²) es tierra y 0,1 km² (0 mi²) (0.10%) es agua.